# Володимир (Кобець)
Архієпископ Володимир (в миру Костянтин Даміанович Кобець; 21 травня 1884, село Мошорине, Олександрійський повіт, Херсонська губернія — 24 січня 1960, Псковсько-Печорський монастир) — єпископ Російської православної церкви, архієпископ Житомирський і Овруцький.

## Біографія
Народився в селянській родині. У 1900 році закінчив 2-класне церковне училище в рідному селі.
У 1905 році вступив до Києво-Печерської лаври, де ніс кліросний послух.
У 1915 році був призваний на фронт як санітар військово-польового госпіталю. Після демобілізації у 1920 році повернувся в лавру.
27 червня 1921 року пострижений у чернецтво, 10 липня керуючим Київською єпархією єпископом Черкаським Назарієм (Бліновим) висвячений у диякона, 26 вересня того ж року єпископом Черкаським Миколаєм (Браїловським) висвячений у священника.
У 1926 році нагороджений наперсним хрестом.
У 1931 році переведений у клір Успенського подвір'я Києво-Печерської лаври в Ленінграді.
10 травня 1932 року єпископом Кімрським Миколою (Муравйовим-Уральським) возведений у сан архімандрита.
У 1933 році призначений настоятелем подвір'я, після закриття якого в 1935 році служив спочатку в Духівській церкві кол. Олександро-Невської лаври, з лютого 1935 по 8 жовтня 1936 року у церкві в ім'я святих Симеона й Анни.
Із жовтня 1936 року — клірик ленінградського Князь-Володимирського собору. Під час «Великого терору» 1937—1938 років йшов за штат; «з 11 лютого 1939 р. — на службі».
14 січня 1940 року звільнений за штат, 25 червня того ж року призначений настоятелем церкви праведного Іова на Волковому кладовищі.
Із 14 грудня 1940 по грудень 1945 року знову служив у Князь-Володимирському соборі.
У роки блокади Ленінграда брав активну участь у зборі коштів у фонд оборони, був бійцем групи протиповітряної оборони.
Із 30 вересня 1942 по жовтень 1944 року виконував обов'язки настоятеля Князь-Володимирської церкви в селищі Лисичин Ніс.
11 жовтня 1943 року нагороджений медаллю «За оборону Ленінграда».
У 1945 році архімандриту Володимиру визначено бути єпископом Ульяновським, але в силу свого хворобливого стану він відмовився від призначення.
У серпні 1946 року переведений у знову відкриту Троїце-Сергієву лавру на посаду скарбника. Згідно «Журналу Московской Патриархии», «після війни архімандрит Володимир (у 1946 р.) був на посаді Намісника Троїце-Сергієвої лаври» — ймовірно, в період передачі справ від першого її намісника Гурія (Єгорова) до намісника Іоанна (Разумову).
З 27 червня 1947 року — намісник Псковсько-Печорського монастиря.
Стараннями й наполегливістю архімандрита Володимира за короткий термін в обителі були проведені відновлювальні роботи, нормалізоване іночеське життя по гуртожительному статуту.
27 лютого 1948 року архімандриту Володимиру визначено бути єпископом Порховським, вікарієм Псковської єпархії, з затвердженням на посаді настоятеля Псковсько-Печерського монастиря.
6 березня 1948 року в Нікольському соборі Ленінграда було здійснено наречення архімандрита Володимира на єпископа Порховського, вікарія Псковської єпархії.
7 березня 1948 року в Нікольському соборі Ленінграда хіротонісаний у єпископа Порховського, вікарія Псковської єпархії. Хіротонію здійснювали: Патріарх Московський і всієї Русі Алексій I, митрополит Ленінградський і Новгородський Григорій (Чуков) і єпископ Лузький, вікарій Ленінградської єпархії Симеон (Бичков). Після хіротонії вступив на посаду настоятеля Псковсько-Печерського монастиря.
Із 20 серпня 1949 року в зв'язку з призначенням на Псковську і Порховську кафедру єпископа Іустина (Мальцева) став іменуватися єпископом Ізборським.
30 грудня 1949 року призначений начальником Російської духовної місії в Єрусалимі та повноважним представником МП у Палестині, із збереженням титулу «єпископ Ізборський».
Приводив у порядок майно місії. Провів капітальний ремонт будівель місії та храмів у Горненському жіночому монастирі та в інших володіннях місії в Яффі та Магдалі. 5 жовтня 1951 року повернувся в СРСР.
27 грудня 1951 року звільнений з посади начальника Місії в Палестині, згідно з проханням, і призначений єпископом Житомирським і Овруцьким.
Приділяв особливу увагу господарській діяльності та реставрації храмів, зокрема кафедрального Преображенського собору Житомира та древнього собору овруцького Волинського Василівського монастиря.
20 квітня 1954 року нагороджений саном архієпископа.
23 липня 1956 року звільнений на спочинок через хворобу, згідно з проханням.
Жив у Ленінграді, сприяв реставрації Троїцького собору Олександро-Невської лаври, що почалася в 1956 році.
Із 1957 року перебував у Псковсько-Печерському монастирі.
Помер 24 січня 1960 року в Псковсько-Печорському монастирі. Відспівування здійснив єпископ Псковський і Порховський Іоанн (Разумов). Похований у печерах монастиря.